# Roliv, Drohobîci
Roliv (în ucraineană Ролів) este o comună în raionul Drohobîci, regiunea Liov, Ucraina, formată numai din satul de reședință.

## Demografie
Componența lingvistică a comunei Roliv
     Ucraineană (100%)
Conform recensământului din 2001, toată populația comunei Roliv era vorbitoare de ucraineană (100%).